# Altamont (Kansas)
Altamont – miasto w Stanach Zjednoczonych, w stanie Kansas, w hrabstwie Labette.